# Diocèse de San Juan de la Maguana
Le diocèse de San Juan de la Maguana (en latin : Dioecesis Sancti Ioannis Maguanensis ; en espagnol : Diócesis de San Juan de la Maguana) est un diocèse de l'Église catholique en République dominicaine, suffragant de l'archidiocèse de Saint-Domingue.

## Territoire

Diocèse de San Juan de la Maguana

Le diocèse comprend les provinces de Azua, Elías Piña et San Juan avec un territoire d'une superficie de 7 475 km2 divisé en 35 paroisses. L'évêché est dans la ville de San Juan de la Maguana où se trouve la cathédrale de saint Jean-Baptiste.

## Histoire
La prélature territoriale de San Juan de la Maguana est érigée le 25 septembre 1953 par la constitution apostolique Si magna et excelsa du pape Pie XII en prenant sur le territoire de l'archidiocèse de Saint-Domingue. Elle est élevée au rang de diocèse le 19 novembre 1969 par la constitution apostolique Summopere laetantes du pape Paul VI.
Le 24 avril 1976, il cède une portion de son territoire pour l'érection du diocèse de Barahona.

## Évêques
- Sede vacante (1953-1956)
- Tomás Francisco Reilly, C.Ss.R (1956-1977)
- Ronald Gerard Connors, C.Ss.R (1977-1991)
- José Dolores Grullón Estrella (1991-2020)
- Tomás Alejo Concepción (2020-  )